# Henri IV (empereur du Saint-Empire)
Pour les articles homonymes, voir Henri IV.
Henri IV (né le 11 novembre 1050 vraisemblablement au palais de Goslar en Saxe et mort à Liège le 7 août 1106) fut empereur du Saint-Empire de 1084 à 1105. Il appartient à la dynastie des Saliens.
Le 17 juillet 1054 à Aix-la-Chapelle, son père, Henri III du Saint-Empire, le couronne roi associé des Romains. À la mort de celui-ci en octobre 1056, il règne en tant que roi des Romains sous la régence de sa mère, Agnès d'Aquitaine, jusqu'en 1062, puis jusqu'à sa majorité en mars 1065 sous la régence d'Annon, archevêque de Cologne. Le 31 mars 1084 à Rome, il est couronné empereur par l'antipape Clément III. En 1105, son fils cadet Henri, bénéficiant de l'appui du pape Pascal II, se rebelle et le force à abdiquer le 31 décembre.
Henri IV, le troisième empereur de la dynastie franconienne issue des Francs saliens, est un des souverains les plus controversés du Moyen Âge. Ses multiples revers de fortune ont intrigué les chroniqueurs de son époque mais aussi des générations d'historiens. Son opposition au pape Grégoire VII et la pénitence de Canossa constituent des événements essentiels de la querelle des Investitures.

## Biographie

### Jeunesse d’HenriIV

#### Relations entre l'Église et l'Empire à la naissance d'HenriIV
Depuis sa fondation en 962, le « Saint-Empire romain » est entravé d'abord par le peu d'institutions sur lesquelles l'empereur peut asseoir son autorité, ensuite par la faiblesse de ses revenus, les empereurs ne disposant que de leurs propres domaines pour financer leur politique. De plus, le choix de l'empereur ne dépend que de l'élection des princes germaniques et du couronnement par le pape à Rome.
Otton Ier transforme les ducs en vassaux qui sont à son entière disposition et s'appuie sur le clergé pour administrer l'Empire. Il prend l'habitude de nommer les évêques à qui il donne l'investiture temporelle et spirituelle. Ses successeurs continuent la même politique. L'empereur porte alors le titre de rex et sacerdos, « roi et prêtre », c'est-à-dire protecteur de l'Église. En outre, les empereurs prennent soin de faire élire, de leur vivant, leur fils comme successeur afin d'assurer une certaine continuité dynastique. Après le couronnement impérial d'Otton Ier par le pape Jean XII, la collaboration étroite entre les deux pouvoirs se fait, dès lors, à l’avantage de l’empereur. Ce dernier contrôle alors totalement l’élection du pape et renforce encore son contrôle sur le clergé local.
Mais au milieu du XIe siècle, des voix s'élèvent contre les maux dont souffre l'Église, les premiers étant l'immoralité et l'incompétence du clergé. Henri III du Saint-Empire, proche des Clunisiens, est sensible à la dégénérescence morale de l'Église et favorable à la réforme monastique préconisée par Cluny. Henri III introduit aux synodes de Sutri et de Rome de 1046 un mouvement de réforme de l'Église, qui est soutenu par des papes réformateurs comme Clément II, élu après la destitution des papes concurrents Benoît IX, Grégoire VI et Sylvestre III. Il favorise l'élection au trône pontifical d'un candidat réformateur Léon IX en 1048. Celui-ci fait venir dans son entourage le moine Humbert de Moyenmoutier qui défend l'idée selon laquelle la racine des maux du clergé est institutionnelle : elle est due à la pratique des investitures laïques, le prince laïc choisissant toujours le candidat qui lui sera plus fidèle. Il affirme que toute investiture laïque est simoniaque qu'elle soit le fruit d'un échange marchand ou non.
De nombreux synodes ont martelé que les clercs ne devaient en aucun cas accepter de charge de la part d'un laïc, avec ou sans versement d'argent.

#### Héritier attendu

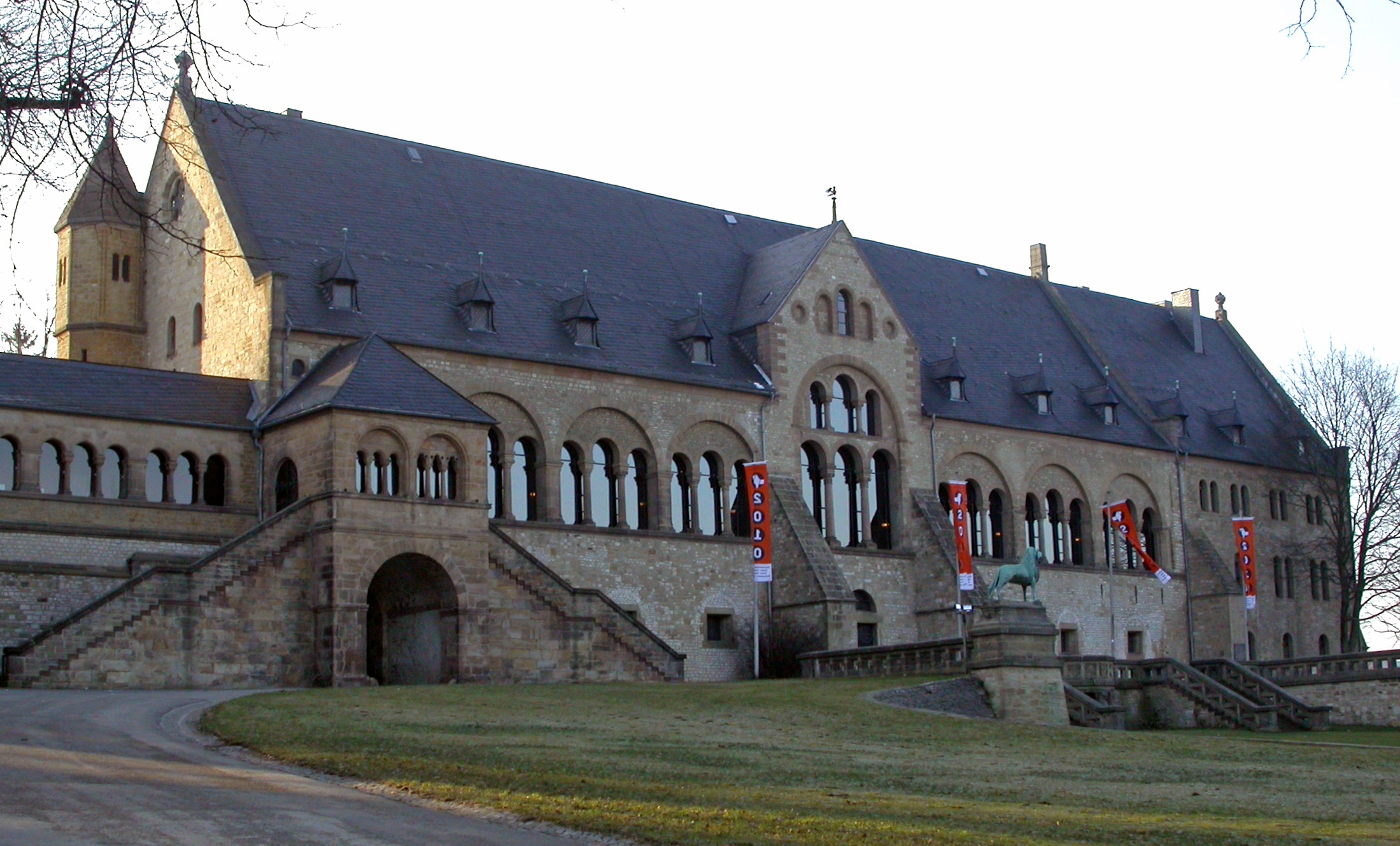
Le palais impérial de Goslar, site probable de la naissance d'Henri.

Le 11 novembre 1050, à la résidence impériale de Goslar, naît « enfin » (selon le mot du chroniqueur Herman de Reichenau) l'héritier tant désiré par l'empereur Henri III et par sa seconde épouse Agnès d'Aquitaine. Ils lui donnent tout d'abord le nom de son grand-père, Conrad. Mais l'abbé Hugues de Cluny insiste pour qu'ils le prénomment Henri. Afin que l'abbé de la réforme clunisienne puisse être le parrain de l'héritier, on repousse le baptême, qui a lieu à Cologne, jusqu'aux Pâques suivantes.
Dès Noël 1050, Henri III a fait jurer aux princes qu'ils resteraient fidèlement soumis à son héritier. En novembre 1053, il convoque une assemblée d'Empire à Tribur dans le but d'élire roi le jeune Henri alors âgé de trois ans. À vrai dire, les princes se bornent à lui jurer fidélité à la condition qu'il se révèle être un souverain juste.
Au mois de novembre suivant, Henri est nommé duc de Bavière. Il est sacré roi de Germanie à Aix-la-Chapelle le 17 juillet 1054 par l'archevêque Hermann de Cologne ; le duché de Bavière revient alors à son frère cadet Conrad. À Noël 1055, à Zurich, il est fiancé à Berthe de Turin (1051-1087) : Henri III entend ainsi créer dans les Alpes un contrepoids à son rival Godefroy le Barbu en s'alliant par mariage à la maison de Canossa-Toscane.

#### Régence
Léon IX meurt en 1054, mais une délégation romaine comprenant Hildebrand (le futur Grégoire VII) parvient à convaincre Henri III de choisir Victor II, le parti réformateur reste donc dans l'entourage du Saint-Siège, pour autant le pape reste désigné par l'empereur.

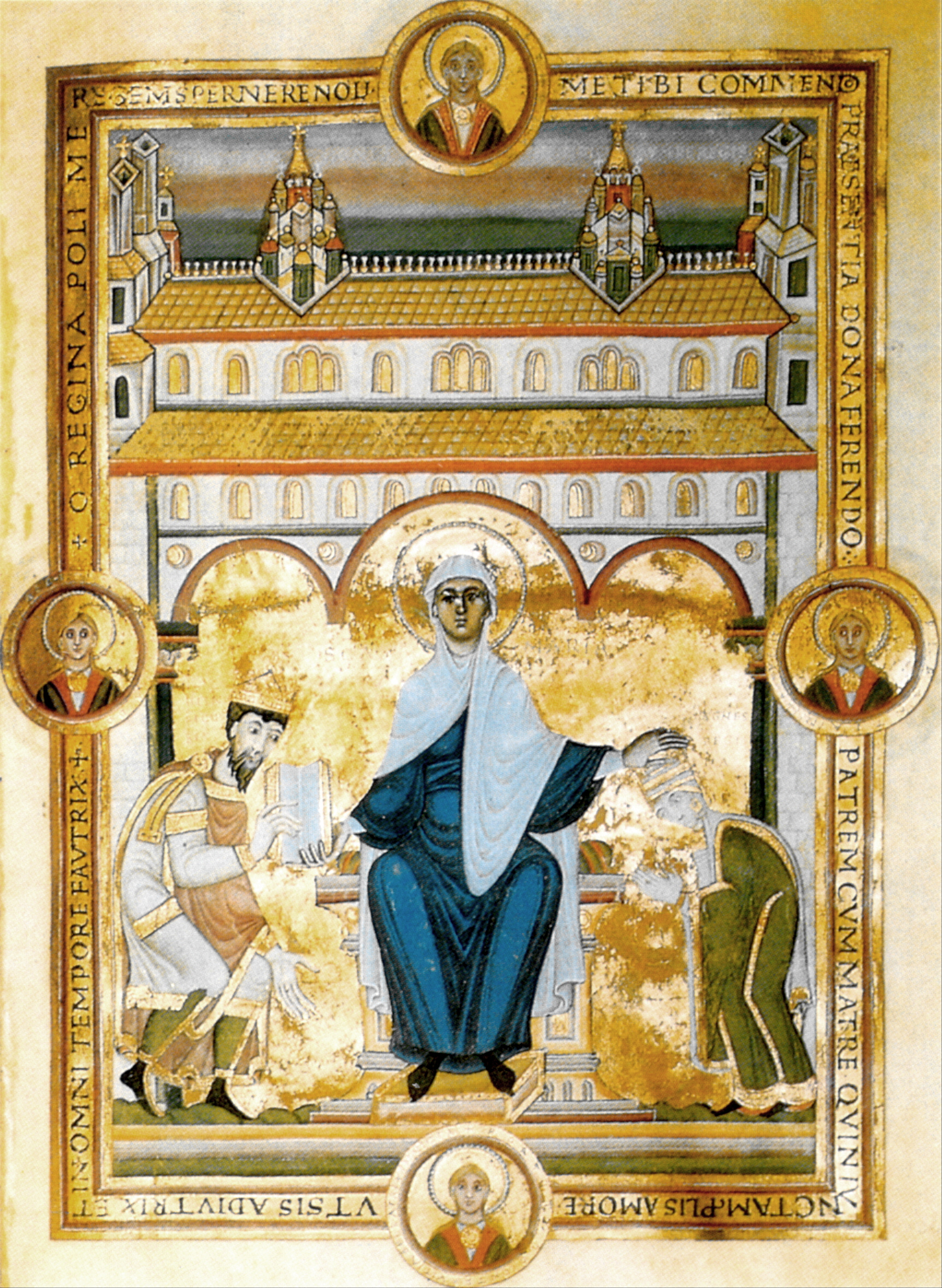
et Agnès.

Peu avant sa mort, survenue brusquement le 5 octobre 1056, en présence du pape Victor II qui séjourne à ce moment-là dans l'entourage de l'empereur, Henri III exige des princes d'Empire qu'ils élisent son fils et lui rendent hommage. Après avoir présidé aux obsèques impériales le 28 octobre 1056, Victor II est, le 5 novembre suivant, le principal artisan de l'élection du jeune fils d'Henri III, âgé de 6 ans, comme roi de Germanie, sous le nom d’Henri IV. Le pape met aussi en place la régence d'Agnès d'Aquitaine, veuve de l'empereur. Victor achève la réconciliation avec Godefroy le Barbu, duc de Basse-Lotharingie et de Toscane entré en conflit avec Henri III.
Le pouvoir est assumé par la régente Agnès de 1056 à 1061. Cette dernière est proche du mouvement clunisien : le monastère de Cluny est une fondation de sa famille et Hugues, son abbé, confident intime de la famille impériale, est aussi le parrain de l'héritier du trône, le futur Henri IV. Pleine de bonne volonté et très pieuse, Agnès n'a pas l'autorité politique de son mari et doit concéder de nombreuses possessions aux ducs afin de conserver leur fidélité. Elle est, durant sa régence, fortement influencée par les hommes d'église tels que Annon II de Cologne, Sigefroi Ier de Mayence et Henrid'Augsbourg. Elle est conseillée par des nobles de rang inférieur et des ministériels, ce qui suscite la désapprobation de la haute noblesse de l'Empire. Agnès se montre cependant incapable de trouver une issue satisfaisante aux querelles de succession du trône de Hongrie en 1060.
En inféodant le duché de Souabe (ainsi que l'administration de la Bourgogne) à Rodolphe de Rheinfelden, le duché de Bavière à Otton de Northeim et celui de Carinthie à Berthold de Zähringen, elle investit sans le savoir les principaux futurs opposants de son fils. On reproche à Agnès d'entretenir une relation avec son principal conseiller, l'évêque Henri d'Augsbourg. Elle n'a jamais pu « écarter le soupçon d'un amour coupable, parce que la rumeur disait qu'une relation si familière ne pouvait résulter d'un commerce honnête », selon le chroniqueur Lambert de Hersfeld.
Pendant la régence, les relations entre l'Église et l'Empire évoluent en défaveur de ce dernier. Au décès de Victor II, en 1057, les réformateurs, profitant de la minorité d’Henri IV, élisent comme pape Étienne IX sans qu'Agnès ne soit mise au courant,. Le nouveau souverain pontife est le frère de Godefroy le Barbu : un refus de la régente pourrait déclencher une nouvelle rébellion des grands vassaux. Le nouveau pape s'oppose à la nomination du pape par l'empereur. En 1058, le cardinal-évêque de Silva Candida, Humbert de Moyenmoutier, rédige un traité condamnant la simonie. Il dénie à Henri IV le droit d'intervenir dans la nomination des évêques. Il proclame la prééminence du pouvoir spirituel sur le pouvoir temporel. Étienne IX est assassiné après seulement huit mois de pontificat.
Son successeur Nicolas II est élu pape à Sienne le 28 décembre 1058 par les soins du moine Hildebrand. Il est conduit à Rome par Godefroy le Barbu, qui expulse l'antipape Benoît X, élevé par la faction des Tusculum. Le 13 avril 1059, Nicolas II fait décider par un concile réuni au Latran, que l'élection des pontifes sera dorénavant confiée au collège des cardinaux. Même si le droit de confirmation impériale subsiste, le pape n'est donc plus l'homme de l'empereur. Les réformateurs ont su jouer la stabilité de l'empire contre l'indépendance du Saint-Siège.
À la mort de Nicolas II, en 1061, Anselme est élu pape par le Sacré Collège, conformément au décret du feu pape. Une notification est adressée à la cour d’Henri IV, qui l'ignore. Les cardinaux, considérant que le privilège de confirmation impériale est abandonné, Alexandre II est sacré le 30 septembre. Furieux, les Romains, dépossédés de leur ancien droit d'élection, portent leurs griefs devant l'impératrice Agnès. Elle saisit l'occasion de contrer la nouvelle indépendance du Sacré Collège et convoque une assemblée à Bâle qui, en l'absence de tout cardinal, élit un autre pape qui prend le nom d'Honorius II. Ce schisme ne dure que peu de temps et l'antipape est abandonné par ses protecteurs dès 1064. Conforté dans son rôle, Alexandre II accentue son contrôle sur l'Église d'Italie.

#### Coup d'État de Kaiserswerth
La régence provoque tant de mécontentement que certains princes d'Empire conspirent. Annon II, archevêque de Cologne, s'empare du jeune roi en 1062 à Kaiserswerth (aujourd'hui Düsseldorf). Il le place dans ses bagages avec les insignes impériaux et s'enfuit à bord d'un bateau sur le Rhin. Le jeune Henri — il a alors 12 ans — essaie de s'échapper en sautant dans le Rhin. Il reste profondément blessé par le déshonneur qui lui a été fait. L'empire est alors administré par Annon en parfait accord avec les ducs et les grands de Germanie. Agnès ne fait rien pour retrouver son pouvoir. Elle choisit même, en 1062, de se retirer dans un couvent alors que son fils est encore mineur. À partir de 1063, Annon doit partager ses responsabilités avec Adalbert, archevêque de Hambourg-Brême, qui obtient la confiance du jeune roi et la conservera après son accession à la majorité.
Le 29 mars 1065, Henri est adoubé et accède ainsi à la majorité. Sa mère doit alors l'empêcher d'élever contre Annon l'épée qu'il vient de ceindre. Adalbert de Brême, qui veut garder son ascendant sur le jeune roi, le retient au nord des Alpes et l'empêche de régler les affaires italiennes de l'empire. Lors de la diète de Tribur de janvier 1066, Annon, aidé de Sigefroi Ier de Mayence, incite les princes germaniques à chasser Adalbert de la cour, mais ne parviendra jamais à retrouver de l'influence sur le roi. Henri ne veut plus être la marionnette de son entourage. Les grands essaient en vain de reconquérir le devant de la scène auprès du souverain. Les épreuves l'ont endurci et ont forgé sa volonté. Il a reçu une riche éducation mais bénéficie du tempérament d'un homme d'action. Il entend servir au mieux les intérêts de l'empire. Alors même qu'il combat le pouvoir du pape, il n'en reste pas moins un homme pieux, bénéficiant du fidèle soutien moral de son parrain, Hugues de Semur, l'abbé de Cluny. Comme son père, il pense que sa fonction et son autorité viennent directement de Dieu.
Henri épouse Berthe de Turin le 13 juillet 1066. Trois ans plus tard, il engage une procédure de divorce qui fait grand bruit, assurant que le mariage n'a pas été consommé ; mais le légat du pape Pierre Damien l'accuse de grave immoralité et refuse le divorce.

### Guerre contre les Saxons
Le principal événement politique des premières années de règne d’Henri est la guerre contre les Saxons. Encore soumis à l'influence d'Adalbert, Henri a, peu après son accession au pouvoir, commencé à reprendre possession de son domaine du Harz, progressivement délaissé pendant la longue période de la Régence. Il souhaite en effet se constituer un domaine propre afin d'asseoir son pouvoir. Pour assurer son contrôle sur la région, il a érigé de nouvelles forteresses et les a placées sous l'autorité de ministériels le plus souvent souabes. Il leur fait épouser des filles de nobles ou de notables de Saxe afin de les fixer dans la région.
Mais la population locale reproche à ces ministériels leur dureté et leur injustice. En effet, Henri impose des corvées aux habitants pour la construction des châteaux. Des enquêtes minutieuses sont menées afin de ne pas laisser perdre les droits et les biens que la couronne avait en Saxe. La noblesse s'allie donc à la population pour exiger du roi qu'il démantèle ses forteresses, qu'il restitue les biens prélevés et qu'il aille séjourner dans d'autres provinces de l'empire. Le refus du souverain met le feu aux poudres : conduits par Otton de Northeim et l'évêque Burchard II d'Halberstadt, les Saxons assiègent Henri à Harzburg au cours de l'été 1073. Les révoltés saccagent tout sur leur passage. Ils sont dans un premier temps soutenus par les « grands » de l'empire.
Henri se réfugie à Worms, ville qui lui est restée fidèle, et est contraint de conclure la paix le 2 février 1074 à Gerstungen, satisfaisant ainsi largement aux exigences saxonnes. Le conflit se ravive cependant peu après, quand la population met à sac le château de Harzburg. La bataille décisive a lieu le 9 juin 1075 à Hombourg-sur-Unstrut : elle est déterminante pour Henri et les Saxons capitulent définitivement et sans condition en octobre près de Spire. La répression est extrêmement rude, ce qui lui aliène définitivement le soutien des Saxons.

### Querelle des Investitures

#### Naissance de l'affrontement

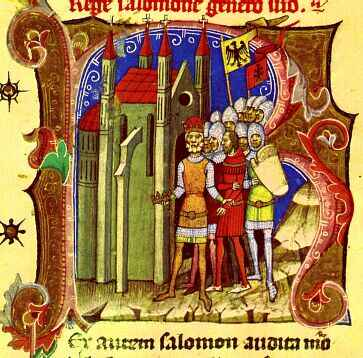
Henry IV, empereur du Saint-Empire romain germanique, enluminure du XIVe siècle. Auteur anonyme.

Les relations entre Henri IV et le pape se dégradent de nouveau en 1071, quand Henri IV nomme à l'archevêché de Milan un prélat auparavant excommunié par le pape Alexandre II. Milan est à cette époque le siège de la Pataria, un mouvement populaire, religieux et radical emmené par le chevalier Erlembald, qui investit rapidement un archevêque concurrent. Deux ans plus tard, un nouveau pape, fervent partisan de la réforme, est élu sous le nom de Grégoire VII. Le nouveau pape omet de demander à Henri IV son consentement, signe avant-coureur de l'affrontement futur. Henri IV qui vient de vaincre une rébellion en Saxe, veut compter sur le soutien d'une Église impériale dévouée, face à la turbulence des grands seigneurs. Il juge bon de manifester devant le pape le regret de ses erreurs passées et promet de s'amender. Le pape prend cette déclaration au premier degré alors que le souverain cherche à négocier tout en continuant à nommer les évêques. Il a comme objectif de renforcer en Italie une Église d'Empire, Reichskirche, qui lui serait totalement fidèle.
En 1075, à la suite du meurtre d'Erlembald, Henri investit laïquement (contrairement aux engagements pris) le clerc Tedald, archevêque de Milan, ainsi que des évêques dans les diocèses de Fermo et de Spolète. Grégoire envoie alors en décembre une lettre virulente à Henri, dans laquelle il l'exhorte vivement à l'obéissance. Ainsi éclate le conflit. Au-delà de la question des investitures, c'est le sort du dominium mundi qui se joue, la lutte entre le pouvoir sacerdotal et le pouvoir impérial. Les historiens du XIIe siècle appellent cette querelle Discidium inter sacerdotium et regnum.
Dans les Dictatus papæ le pape va plus loin. Grégoire VII affirme qu'il est, de par le Christ, le seul à avoir un pouvoir universel, supérieur à celui des souverains, qu'il peut déposer, et qu'il est le seul maître de l'Église. Il doit exécuter ses directives. Le pape s'estime l'héritier de l'Empire romain et par là même, « l'empereur suprême ». Tous les détenteurs du pouvoir temporel lui doivent donc obéissance. L'empereur n'est donc plus le coopérateur du souverain pontife, mais son subordonné.

#### Diète de Worms
En janvier 1076, Henri réunit autour de lui la majorité des évêques lors de la diète de Worms. Peu de princes laïques sont présents. La plupart des évêques de Germanie et de Lombardie entrent alors en dissidence avec le pape qu'ils reconnaissaient jusqu'alors, et déclarent Grégoire destitué. Les évêques et les archevêques se considèrent en effet comme des princes de l'empire, dotés de privilèges importants ; que l'attribution des charges ecclésiastiques relève du pape leur paraît une menace pour l'Église de l'Empire, pierre d'angle de son administration. Ils rédigent donc depuis Worms une réponse à Grégoire VII, le sommant de manière fort abrupte de quitter sa fonction :
« Henri, roi, non par usurpation, mais par la juste ordonnance de Dieu, à Hildebrand [prénom de Grégoire VII avant son accession au siège pontifical], qui n'est plus le pape, mais désormais le faux moine […] Toi que tous les évêques et moi-même frappons de notre malédiction et de notre sentence, démissionne, quitte ce siège apostolique que tu t'es arrogé. […] Moi, Henri, roi par la grâce de Dieu, te déclare avec tous mes évêques : démissionne, démissionne ! »
La diète de Worms justifie cette révocation en prétendant que Grégoire n'a pas été élu régulièrement : il a en effet été tumultueusement élevé à cette dignité par le peuple de Rome. De plus, en tant que Patricius de Rome, Henri a le droit de nommer lui-même le pape, ou du moins de confirmer son élection (droit dont il n'a pas usé). Le texte prétend que Grégoire aurait juré de ne jamais se faire élire pape, et qu'il fréquenterait intimement les femmes.
Les évêques ne sont pas hostiles à la réforme grégorienne. Dans leurs diocèses, ils luttent, avec de nombreuses difficultés contre le concubinage des prêtres, appelé aussi nicolaïsme. Mais l'intrusion du pape dans l'Église germanique leur semble trop brutale. Ce dernier a, en effet, rappelé à l'ordre sèchement les archevêques de Mayence, de Magdebourg et de Cologne, sanctionné l'évêque de Bamberg et traduit devant un tribunal ecclésiastique Pibon de Toul.

#### Concile de Rome (1076)
La réponse de Grégoire ne se fait pas attendre, il prêche au synode de Carême de 1076 :
« que m'a été donné de Dieu le pouvoir de lier et de délier, sur Terre comme au Ciel. Confiant dans ce pouvoir, […] je conteste au roi Henri, fils de l'empereur Henri, qui s'est élevé avec un orgueil sans bornes contre l'Église, sa souveraineté sur la Germanie et sur l'Italie, et je délie tous les chrétiens du serment qu'ils lui ont ou qu'ils pourraient encore lui prêter, et leur interdis de continuer à le servir comme roi. Et puisqu'il vit dans la communauté des bannis, puisqu'il fait le mal de mille manières, puisqu'il méprise les exhortations que je lui adresse pour son salut, […] puisqu'il se sépare de l'Église et qu'il cherche à la diviser, pour toutes ces raisons, moi, Ton lieutenant, je l'attache du lien de la malédiction. »
Grégoire VII déclare Henri IV déchu et l'excommunie ; s'étant rebellé contre la souveraineté de l'Église, il ne peut plus être roi. Celui qui refuse ainsi l'obéissance au représentant de Dieu et fréquente d'autres excommuniés est de fait déchu de sa souveraineté. En conséquence, tous ses sujets sont déliés de l'allégeance qu'ils lui ont prêtée.
Cette excommunication du rex et sacerdos, dont les prédécesseurs ont, en tant que patricius Romanorum et dans une conception sacrée et théocratique du roi, arbitré l'élection d'un pape, est à l'époque inimaginable et suscite une vive émotion dans la Chrétienté occidentale. On rédige quantité de pamphlets pour ou contre la suprématie de l'empereur ou du pape, en se référant souvent à la théorie des deux pouvoirs de Gélase Ier (pape de 492 à 496) ; la chrétienté de Germanie est profondément divisée.
Le trouble augmente quand, au soir de Pâques 1076, après que l'anathème a été lancé contre le pape dans une cérémonie officielle dans la cathédrale d'Utrecht en présence du roi, la foudre tombe sur la cathédrale et la résidence du prince lesquelles sont réduites en cendres. Cet incident apparaît à certains comme la condamnation de la sentence pontificale. Très vite, les défections se multiplient parmi les évêques. Les Saxons commencent à s'agiter.

#### Pénitence de Canossa

Pénitence de Canossa.

Après cette excommunication, beaucoup de princes germains qui soutenaient auparavant Henri, se détachèrent de lui ; à l'assemblée de Tribur en octobre 1076, ils le contraignent à renvoyer les conseillers condamnés par le pape et à faire pénitence avant le terme d'un an et un jour (soit avant le 2 février suivant). Henri doit en outre se soumettre au jugement du pape lors de la diète d'Augsbourg, pour que les princes renoncent à élire un nouveau roi. Se dessine ainsi une alliance entre les nobles et le pape. Henri sentant le danger, décide de tout faire pour que les deux alliés potentiels ne se rencontrent pas.
Pour intercepter le pape avant sa rencontre prévue avec les princes, Henri décide en décembre 1076 de traverser les Alpes enneigées pour se rendre en Italie. Comme ses adversaires lui barraient l'accès aux cols germaniques, il doit passer par le col du Mont-Cenis pour s'entretenir avec le pape avant la diète d'Augsbourg, et ainsi faire lever son excommunication (obligeant par là les princes de l'opposition à se soumettre à lui). Henri n'a pas d'autre moyen de recouvrer sa liberté politique de roi.
Grégoire craint l'approche d'une armée impériale et souhaite éviter une rencontre avec Henri ; il se retire à Canossa, château bien fortifié de la margravine Mathilde de Toscane dans les Apennins. Henri obtient avec son aide et celle de son parrain Hugues de Cluny, une rencontre avec Grégoire. Le 25 janvier 1077, Henri se présente en habit de pénitent devant le château de Canossa. Au bout de trois jours, soit le 28 janvier, le pape lève l'excommunication, cinq jours avant l'expiration du délai imparti par les princes de l'opposition. En échange de son pardon, il obtient le droit de venir en Germanie et l'assurance que le différend entre les princes et le roi serait soumis à son arbitrage.
L'image d'Épinal d’Henri se rendant à Canossa dans une humble pénitence repose essentiellement sur notre source principale, Lambert de Hersfeld, qui était par ailleurs partisan du pape et membre de la noblesse d'opposition. La recherche actuelle juge cette image tendancieuse et propagandiste. La pénitence était un acte formel, accompli par Henri et que le pape ne pouvait refuser ; elle apparaît aujourd'hui comme une habile manœuvre diplomatique, qui rendait à Henri sa liberté d'action tout en restreignant celle du pape. Il est pourtant acquis que, sur le long terme, cet événement a porté un sérieux coup à la position de l'empire germanique.

### Temps des anti-rois
Bien que l'excommunication ait été levée, les princes de l'opposition le destituent le 15 mars 1077 à Forchheim, en présence de deux légats pontificaux. L'archevêque Sigefroi Ier de Mayence fait procéder à l'élection d'un anti-roi, Rodolphe de Rheinfelden, duc de Souabe, qui est sacré à Mayence le 26 mars ; les princes qui l'élèvent au trône lui font promettre de ne jamais avoir recours à des pratiques simoniaques lors de l'attribution de sièges épiscopaux. La noblesse germanique cherche donc encore une fois l'alliance avec la papauté. Grégoire VII tarde cependant à saisir cette main tendue. Le nouveau souverain doit aussi accorder aux princes un droit de vote à l'élection du roi et ne peut transmettre son titre à d'éventuels fils. En renonçant à l'hérédité de la couronne et en autorisant des nominations d'évêques canoniques, Rodolphe affaiblit considérablement les droits de la royauté.
Comme au cours de la guerre contre les Saxons, Henri IV s'appuie surtout sur les classes sociales montantes (petite noblesse et ministériels), ainsi que sur les villes libres d'Empire au pouvoir croissant, comme Spire et Worms, qui lui doivent leurs privilèges, et sur les villes proches des châteaux du Harz, comme Goslar, Halberstadt et Quedlinbourg. La montée des ministériels, autrefois privés de pouvoirs, tout comme l'émancipation des villes, se heurte à la solide résistance des princes. La plupart d'entre eux se placent du côté de Rodolphe de Rheinfelden, contre Henri IV. Le pape reste tout d'abord neutre, conformément aux accords conclus à Canossa.
Au mois de juin, Henri met Rodolphe de Rheinfelden au ban de l'empire. L'un et l'autre se réfugient en Saxe. Henri subit d'abord deux défaites : le 7 août 1078 à Mellrichstadt et le 27 janvier 1080 à Flarchheim près de Mühlhausen (Thuringe). Henri se tourne alors vers le pape et somme Grégoire VII d'excommunier Rodolphe, menaçant même le souverain pontife de déposition si celui-ci ne s'exécute pas. Immédiatement, il lui est répondu que si l'homme a été absous à Canossa, le roi reste déchu. Le pape considère qu'en s'adressant ainsi à lui, Henri IV a réitéré son attitude pécheresse et l'excommunie de nouveau. Cette attitude trop tranchante lui aliène le soutien d'une bonne partie du clergé germanique. Réunis en synode à Bressanone en juin 1080, les évêques et cardinaux germaniques et lombards déposent Grégoire VII. Usant de sa prérogative de patrice, Henri choisit comme nouveau pape Guibert, l'archevêque de Ravenne. La société se trouve donc à ce moment-là scindée en deux : Henri est roi et Rodolphe anti-roi, Grégoire pape et Guibert, l'antipape. Dans les duchés aussi le pouvoir est contesté : en Souabe, par exemple, Berthold de Rheinfelden, fils de Rodolphe, s'oppose à Frédéric de Hohenstaufen, fiancé d'Agnès, fille d’Henri, qui l'a nommé duc.
À la bataille de Hohenmölsen, près de Mersebourg, qui tournait pourtant à son avantage, Rodolphe perd la main droite et est frappé mortellement à l'abdomen ; il succombe le lendemain, 15 octobre 1080. La perte de la main droite, la main du serment de fidélité prêtée à Henri au début de son règne, est utilisée politiquement par les partisans d’Henri (c'est un jugement de Dieu) pour affaiblir un peu plus la noblesse d'opposition.
Après la mort de Rodolphe, l'opposition a du mal à se trouver un nouvel anti-roi ; elle met un an à s'unir autour d’Hermann de Salm de la maison de Luxembourg, qui est élu par les Souabes et les Saxons réunis à Ochsenfurt, puis couronné le 26 décembre à Goslar par l'archevêque Sigefroi Ier de Mayence, alors qu’Henri IV séjourne déjà en Italie. Quand celui-ci, couronné enfin empereur, revient et fait irruption en Saxe avec son armée en 1085, Hermann s'enfuit d'abord chez les Danois. Il revient pourtant, s'unit au duc Welf IV et bat l'empereur à Pleichfeld-sur-le-Main en 1086, prenant ainsi Wurtzbourg. Fatigué de ne jouer qu'un misérable rôle, pion entre les mains de plus puissants que lui, Hermann de Salm se retire dans son domaine. Il perd la vie le 28 septembre 1088 lors du siège du château de Cochem sur les bords de la Moselle.

### Henri en Italie

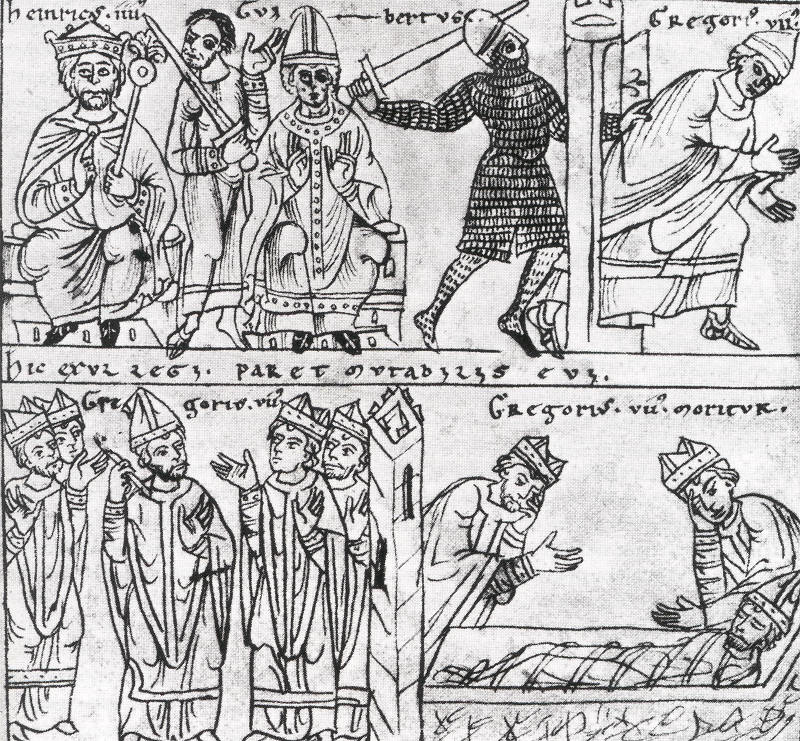
Henri et l'antipape Clément III. Mort de Grégoire VII.

Après sa victoire sur Rodolphe, Henri se tourne en 1081 vers Rome, afin de trouver là aussi une issue au conflit. Henri se doit alors d'être présent en Italie, d'une part pour s'assurer le soutien des territoires qui lui étaient fidèles, d'autre part pour affronter Mathilde de Toscane, fidèle au pape et son ennemie la plus acharnée en Italie du Nord. Il bat les armées de Mathilde puis entre une première fois dans Rome en 1083. Après la prise de Rome, Guibert est intronisé sous le nom de Clément III le 24 mars 1084. Un nouveau schisme commence : il dure jusqu'en 1111, quand le dernier anti-pape guibertiste, Sylvestre IV, renonce officiellement au siège pontifical. Une semaine après l'intronisation, le dimanche de Pâques, 31 mars 1084, Clément sacre Henri et Berthe empereur et impératrice.
Au même moment, Grégoire VII se retranche dans le château Saint-Ange et attend une intervention des Normands, qui marchent sur Rome, emmenés par Robert Guiscard et soutenus par les Sarrasins. L'armée d'Henri est très affaiblie et n'affronte pas les assaillants. Les Normands libèrent Grégoire, pillent Rome et l'incendient. Après les désordres perpétrés par ses alliés, Grégoire quitte discrètement la ville et se retire à Salerne, où il meurt le 25 mai 1085.
Henri a quitté Rome pour Augsbourg. Il réussit peu à peu à renforcer sa position dans l'empire, notamment en s'assurant le soutien de l'Église par de judicieuses investitures d'évêques. Il associe son fils aîné Conrad à la couronne en le faisant sacrer en 1087. En même temps, la guerre des idées fait rage. Entre 1080 et 1085, vingt-quatre libelles polémiques sont écrits de part et d'autre. En 1085, Grégoire VII meurt en exil. Un nouveau pape n'est élu que deux ans plus tard. Henri IV peut penser que la victoire est définitivement de son côté.
Le 14 août 1089, il épouse en secondes noces Praxède, fille du grand-prince Vsevolod Ier de Kiev et veuve du margrave Udo de Stade ; il entend ainsi probablement renforcer la paix conclue avec les princes et évêques saxons. Praxède prend le nom d'Adélaïde (en allemand Adelheid), et ne joue d'abord aucun rôle politique. La même année, le mariage entre Guelfe V, fils du duc de Bavière Guelfe IV, et Mathilde de Toscane crée une concentration de pouvoir dangereuse en Germanie du Sud et en Italie du Nord. Henri doit se rendre en Italie et y reste jusqu'à la fin du conflit entre « son » pape Clément III et Urbain II, successeur de Grégoire VII ; aux Pâques de 1091, il prend Mantoue et se tourne en 1092 vers Canossa, place forte de la margravine Mathilde. C'est ici que la roue tourne : la fortune des armes délaisse l'empereur Henri.
Son fils aîné Conrad, qu'il avait couronné vice-roi le 30 mai 1087 à Aix-la-Chapelle, se détache de lui en 1093 et rallie le parti du pape Urbain II élu en 1088. Conrad se fait couronner roi d'Italie par l'archevêque à Milan et rencontre le pape en 1095 à Crémone, se fait son maréchal, lui garantit sa protection, et le reconnaît comme le légitime souverain pontife. En contrepartie, le pape l'assure de son appui et lui promet la couronne impériale. Guelfe IV d'Este fait barrer les cols des Alpes, et contraint ainsi l’empereur à tenir garnison de 1093 à 1096 dans la région de Vérone sans pouvoir retourner dans le Saint-Empire.
Sa deuxième épouse, Adélaïde de Kiev, qu’Henri a fait incarcérer à Vérone pour adultère, parvient à s'évader en 1094 auprès de Mathilde de Toscane. Les confidences d’Adélaïde de Kiev sont cependant exploitées par le parti du pape pour salir l'empereur. Elle le met en accusation lors des synodes de Constance et de Plaisance en 1094-95 et se plaint d'avoir été victime des pires outrages pour la pousser à divorcer d'elle-même. On colporte ainsi que le prince Conrad aurait été forcé par son père à coucher avec sa propre belle-mère. À la suite de ces procès, le pape Urbain II excommunie Henri IV derechef.

### Empire consolidé
Selon le chroniqueur Bernold, Henri aurait été à ce point déprimé qu'il aurait alors songé au suicide. Seulement la rupture soudaine entre Guelfe V et Mathilde lui ouvre de nouvelles perspectives : lors de négociations à Padoue, il parvient à conclure une alliance avec les guelfes, leur assurant le duché de Bavière en échange de son retour en terre d'empire après sept ans d'absence : l'an 1097, Henri peut célébrer la Pentecôte à Ratisbonne. De son côté, son fils Conrad ne parvient pas à se faire reconnaître des princes germaniques ; en Italie même, toutes ses entreprises tournent court, et son autorité étant devenue insignifiante, il perd l'appui du pape. Déçu par le comportement de son fils aîné Conrad, Henri IV le fait destituer par la diète de Mayence en mai 1098, et reconnaît son fils cadet Henri. Ce dernier est sacré vice-roi (mais non corégent) l'année suivante sous le nom d'Henri V, comme successeur au trône. Grâce à l'expérience acquise avec son fils aîné, Henri se fait promettre par son fils cadet et nouveau vice-roi de ne pas attenter à sa personne et de se tenir à l'écart des affaires de l'État. Conrad meurt à Florence, oublié de tous, le 27 juillet 1101.
En Germanie, 25 ans de conflits ont épuisé l'énergie des combattants. Après son retour en terre d'empire, ayant déposé le prince renégat Conrad et, contre sa promesse de ne pas se venger, fait couronner son fils cadet âgé de douze ans comme vice-roi, s'étant d'ailleurs réconcilié avec les guelfes, la situation d’Henri IV commence à se rétablir. En Souabe, il parvient à conclure une alliance entre les Hohenstaufen et les Zähringen, et obtient la nomination de plusieurs évêques de son parti. Cela tient avant tout à sa conversion à une « politique de consensus » attendue depuis longtemps : à la suite de plusieurs bans assidus, les barons d'empire sont enfin associés à ses décisions. Il renonce même à nommer un nouvel antipape à la mort de Clément III en 1100 (ce que persistent à faire les opposants italiens à Grégoire). Le pape grégorien Pascal II n'en est pas ému pour autant : il bannit de nouveau (et pour la quatrième fois) Henri IV en 1102, faisant craindre à son fils Henri pour sa succession.
En 1103, Henri IV proclame de nouveau la paix de Dieu, que son père Henri III avait déjà fermement soutenue, et décrète la paix par tout le Saint-Empire (Landfrieden). Ce texte dispose que toutes les infractions seront punies de la même peine quel que soit le statut social. Cette décision favorise les bourgeois et les gens du peuple qui avaient tant besoin de sécurité. Mais elle rencontre l'hostilité de la chevalerie et de la noblesse pour qui la guerre privée (Fehde) était une distraction enrichissante. Il prépare simultanément un pèlerinage à Jérusalem pour s'exonérer du bannissement. Mais la prise de pouvoir par son fils Henri V contrecarre ce projet.

### HenriVprend le pouvoir

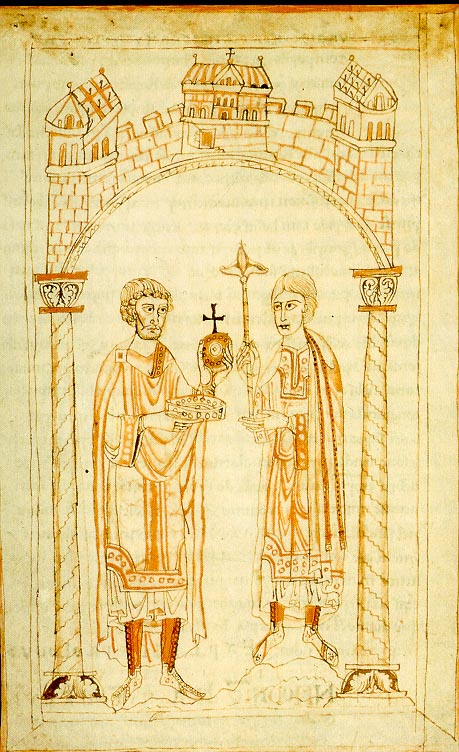
(à gauche), incarcéré, remet les régalia à son fils Henri V (miniature de la Chronique d'Ekkehard d'Aura, après 1106).

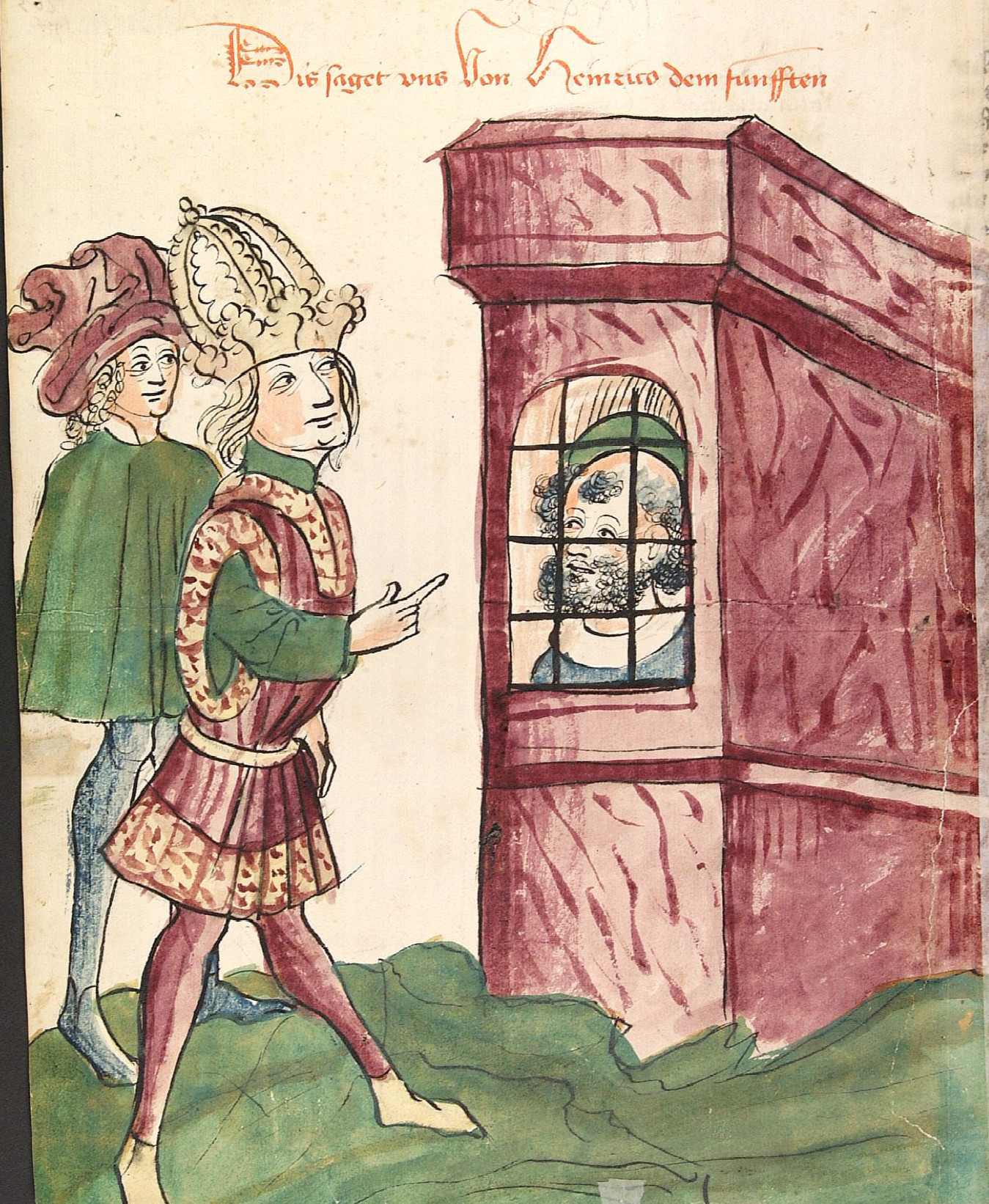
Henri V rend visite à son père au donjon de Böckelheim (miniature de 1450).

Dès la fin de l'année 1104, le futur Henri V, craignant pour sa succession, prend parti contre son père : pour conforter sa légitimité à reprendre le trône d'un père excommunié, il rejoint les partisans du pape après qu'on lui a promis la couronne impériale.
Henri V se ligue d'abord avec la haute noblesse de Germanie contre son père, lequel bénéficie de l'appui de la bourgeoisie et des ministériels. Le pape Pascal II prend parti pour le fils une fois que ce dernier a confirmé son renoncement solennel, conformément aux vœux du pape, à l'exercice d'un pouvoir absolu dans l'empire et par delà, qu'il abandonne les positions prises sur les investitures. Pascal lève l'excommunication sur le fils et le délie du serment fait à son père. À la fin de l'année 1105, Henri V parvient par une trahison à faire incarcérer son père au donjon de Böckelheim-an-der-Nahe (près de Bad Kreuznach). Le 31 décembre, au palais impérial d'Ingelheim, il le force à abdiquer, se fait remettre le 6 janvier 1106 les regalia impériales à Mayence par Ruthard et reçoit l'hommage des princes-électeurs. Il succède ainsi à son père sous le nom d'Henri V du Saint-Empire.

### Mort d’HenriIV
Après son abdication forcée, Henri parvient à fuir d'Ingelheim, poussant de nouveau le Saint-Empire au bord de la guerre civile. Il se rend en 1106 à Liège sous la protection de son vassal, le prince-évêque Otbert, où il célèbre la Pâque, avant de tomber malade en juillet de la même année. Comme il est toujours sous le coup d'une excommunication qui le prive du droit à une sépulture chrétienne, il fait remettre en signe de pardon à son fils son épée et son anneau, les derniers symboles du pouvoir royal qui lui restent. Il lui accorde la bénédiction paternelle pour son règne à venir, demande la grâce de ses partisans et sollicite d'être inhumé aux côtés de ses aïeux dans la cathédrale de Spire. Il meurt ensuite le 7 août 1106, à 55 ans, à l'emplacement de l'actuel no 6, Féronstrée, où figure sur la façade une plaque de 1897 indiquant le lieu de son décès.

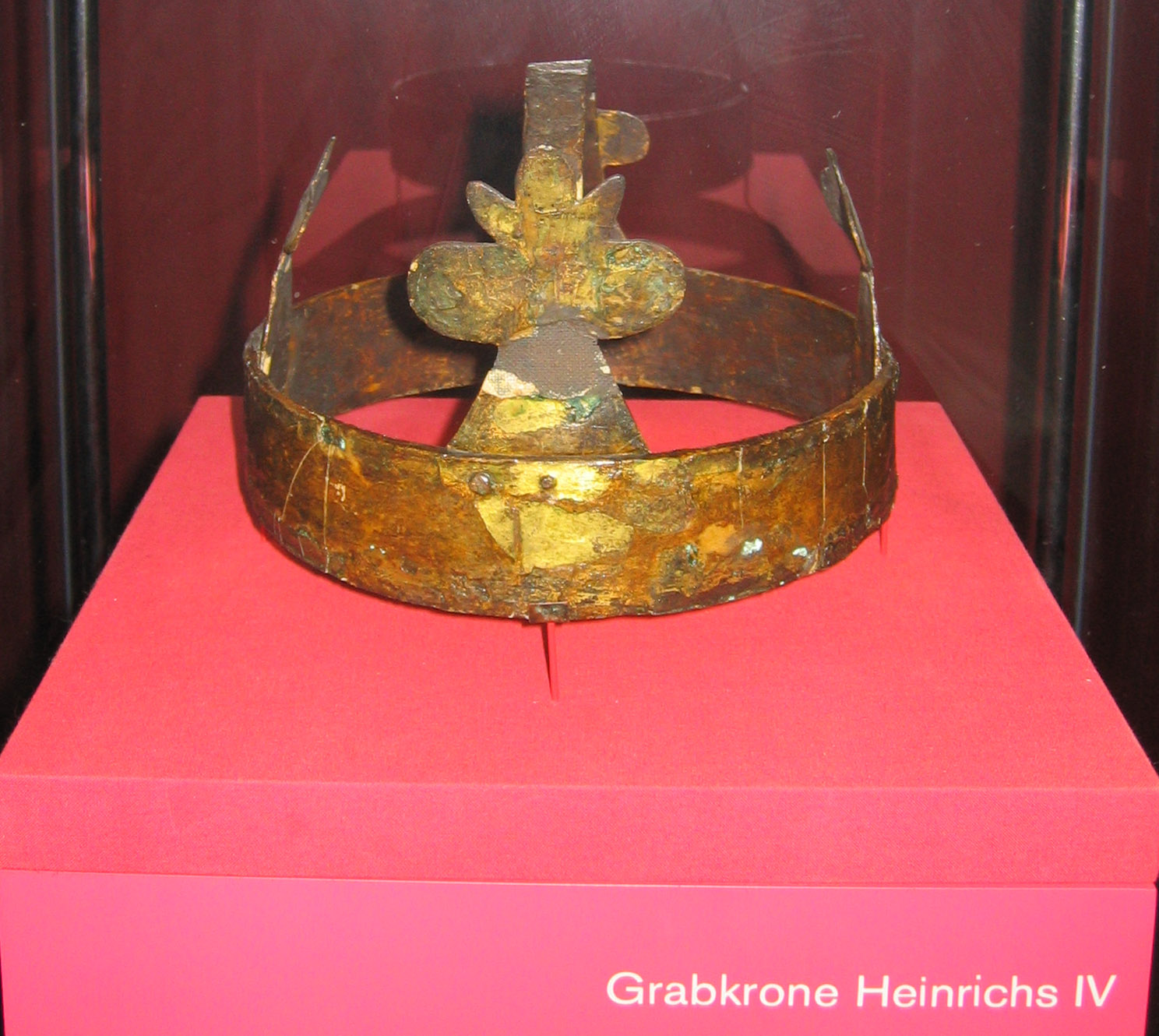
La couronne mortuaire d’ conservée au trésor de la cathédrale de Spire.

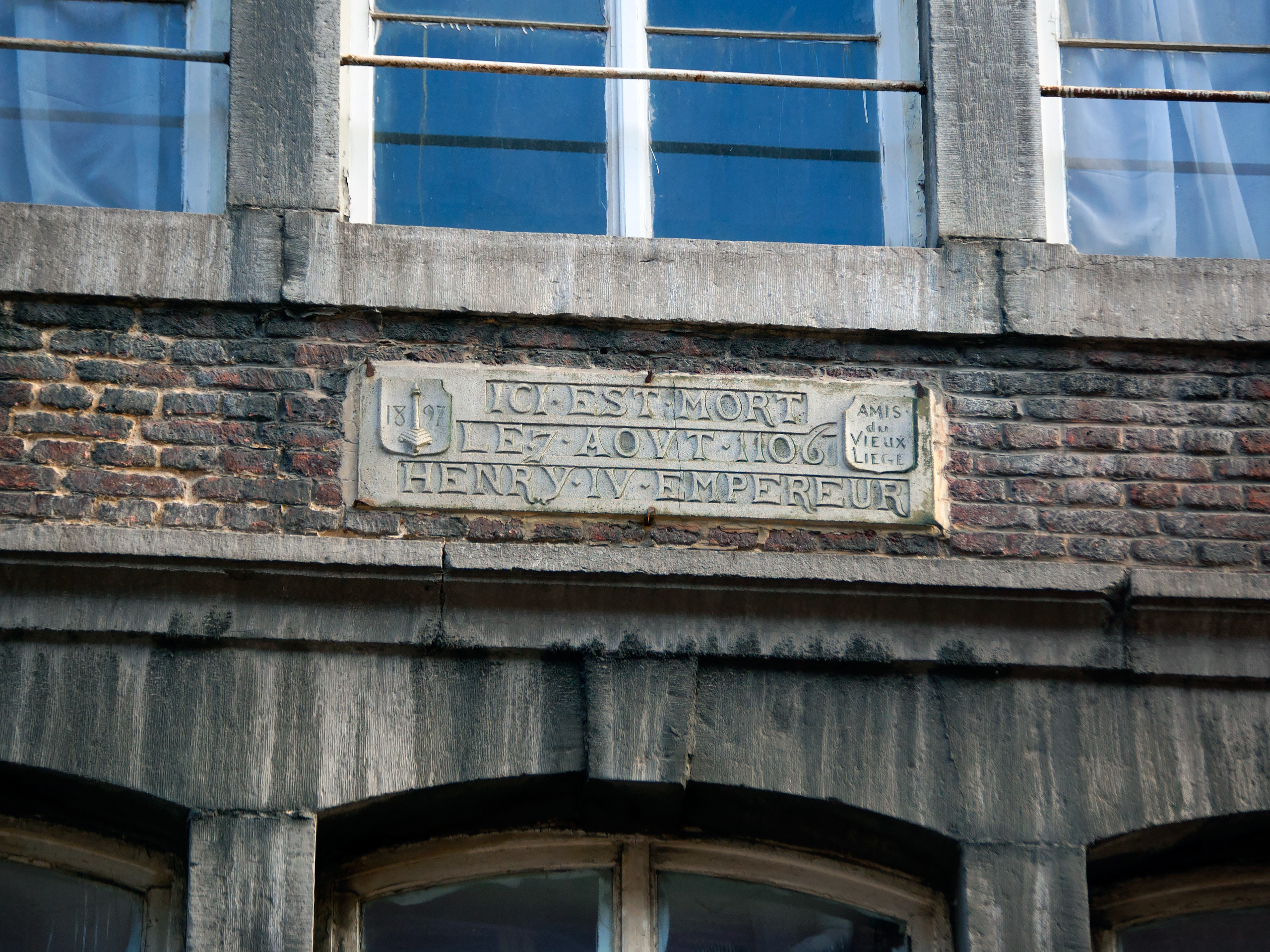
Plaque commémorant la mort d'Henri IV à Liège.

Pourtant c'est d'abord dans la cathédrale de Liège qu'on l'inhume : après avoir fait prélever le cœur et les entrailles, l'évêque Otbert de Liège lui consacre des funérailles solennelles. Mais les évêques germaniques protestent énergiquement et appellent à la désanctification du temple abritant la sépulture. On proclame donc que la cathédrale sera profanée tant que les restes d'un excommunié y reposeront. Dès le 15 août 1106, on déterre le sarcophage car Henri V lui-même tient à faire transférer le corps de son père à Spire : il est déposé le 3 septembre 1106 dans la crypte de la cathédrale de Spire. Mais même la cathédrale impériale est à présent menacée de déchéance. On déterre donc derechef le cercueil et pendant presque cinq ans il sera conservé dans la chapelle Sainte-Afra de la cathédrale, parce qu'elle n'a pas encore été bénie.
Finalement en 1111, Henri V part pour l'Italie, obtient du pape Pascal II la relaxe posthume de l'excommunication pesant sur son père et la permission de lui donner une sépulture chrétienne. Le 7 août 1111, cinq ans jour pour jour après sa mort, le cercueil d'Henri IV est solennellement extrait de la chapelle Sainte Afra et déposé auprès de celui de son père Henri III dans le caveau familial des Saliens de la cathédrale de Spire.
Un chroniqueur anonyme composera cette épitaphe : « Tu as quitté le royaume des troubles pour le royaume de la paix ; le royaume éphémère pour le royaume éternel ; le royaume terrestre pour le royaume céleste. C'est à présent que tu règnes vraiment, porteur d'un diadème que ton héritier ne te dérobe pas et qu'aucun opposant ne t'envie ».

## Mariages et descendance
Henri IV avait eu cinq enfants de son premier mariage avec Berthe de Turin (1051-1087) :

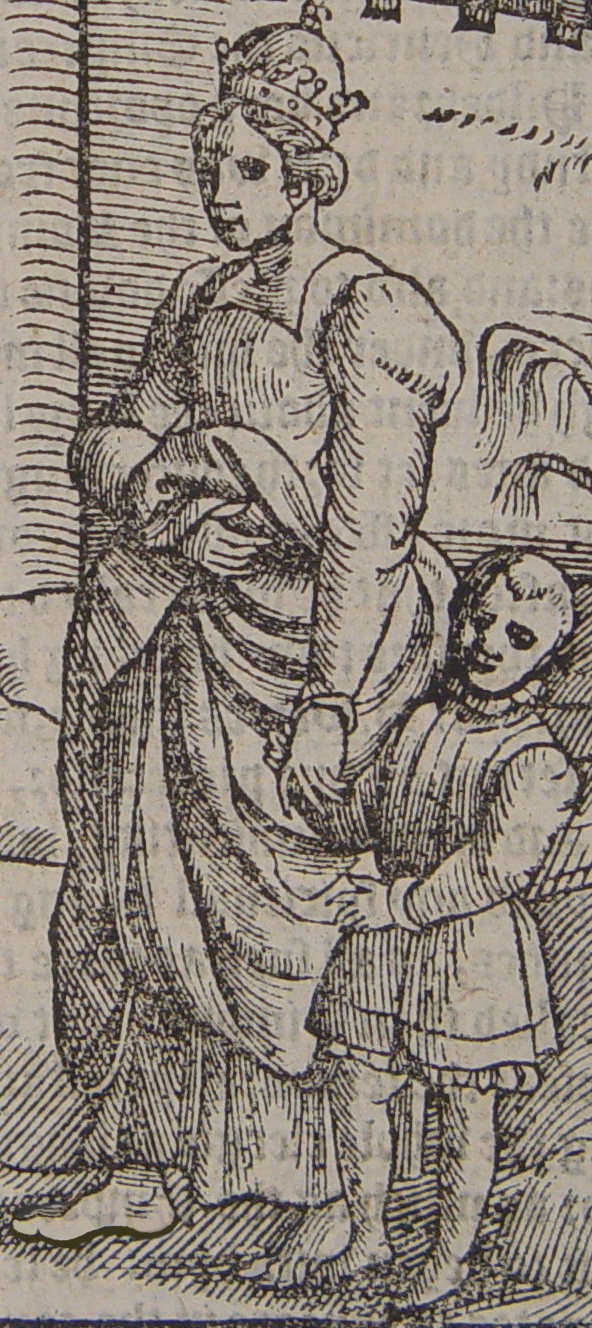
Berthe de Turin.

- Adélaïde (née en 1070 † un 4 juin avant 1079), inhumée dans la cathédrale de Spire ;
- Henri (né le 1er ou le 2 août 1071 † le 2 août 1071), inhumé au château de Harzburg ;
- Agnès (née à l'été 1072 ou au début de 1073 † le 24 septembre 1143), repose dans l'abbaye de Klosterneuburg :
  - ∞ en premières noces (le 24 mars 1079 à Ratisbonne) 1086/1087 Frédéric Ier († 1105), duc de Souabe (Hohenstaufen),
  - ∞ en secondes noces (1106) le margrave d'Autriche Léopold III († 15 novembre 1136) ;
- le duc Conrad de Basse-Lotharingie (1074 † 1101), corégent du Saint-Empire de 1087 à 1098 :
  - ∞ 1095 Constance de Sicile, fille du comte Roger Ier de Sicile et d'Apulie ;
- Henri V du Saint-Empire (1086 † 1125), roi des Romains en 1098, empereur de 1111 à 1125 :
  - ∞ en 1114 Mathilde d'Angleterre (née en 1102 † 1167), fille du roi Henri Ier d'Angleterre.

À la mort de Berthe le 27 décembre 1087, Henri IV épouse le 14 août 1089 Adélaïde de Kiev (Praxedis, Eupraxia) (née en 1071 † le 10 juillet ou le 11 novembre 1109), fille du grand-duc de Kiev Vsevolod Ier de Kiev et veuve du comte Henri III (Ier) de Stade, qui en 1082 avait été nommé margrave de la Marche du Nord ; cette union reste stérile et le divorce est prononcé en 1095 ; Adélaïde se retire alors dans un monastère à Kiev.
L'historien Gerd Althoff (cf. ci-après le § « Sources secondaires ») soupçonne que le mariage d'Adélaïde et d’Henri IV était peut-être censé renforcer les accords de paix entre l'empereur et les Saxons. Sa fonction d'épouse devrait être interprétée comme celle d'un otage, la détention d'otages étant le moyen normal à cette époque de contracter et de garantir une alliance. D'après les sources, Henri aurait ordonné le viol de la reine. Althoff suggère que ce viol en tant que marque de déshonneur, analogue au châtiment ou à la mort d'un otage, doit être interprété comme un symbole de serment trahi.

## Bilan du règne
Henri IV, pour ses contemporains, est tantôt un débauché cruel, brutal et grossier qui ne recule pas devant l'emploi de la violence pour parvenir à ses fins, tantôt un roi modéré, protecteur des pauvres et des juifs. Même les hommes politiques postérieurs (et des générations d'historiens) s'interrogent : la pénitence de Canossa constituait-elle une trahison à sa patrie ou une manœuvre subtile pour conserver le pouvoir ?
Sans l'ombre d'un doute, Henri est un dirigeant pragmatique. Dès sa jeunesse, il assume consciemment ses prétentions royales et les présente (conformément au paradigme de son époque) comme un don de Dieu. Aussi doit-il presque nécessairement se confronter à Grégoire VII qui, quant à lui, place le pape (lequel « ne doit recevoir d'ordre de personne » en vertu du dictatus papæ) au sommet de l'ordre du monde, et qui pour cette raison pouvait exiger l'obéissance de l'empereur. Ces positions antagonistes, tenues par deux hommes de pouvoir, ne favorisent guère l'unité du regnum et du sacerdotium. L'apogée du conflit est certainement la première excommunication d’Henri, ressentie par ses contemporains comme un choc inouï. Les suites de cet affrontement mènent (sans que les protagonistes en aient réellement conscience) à une séparation durable du pouvoir civil et du pouvoir ecclésiastique.
Le règne d’Henri IV est continuellement marqué par l'ambition de conserver le pouvoir sur les nobles. L'opposition larvée non seulement avec les Saxons, mais aussi avec les duchés méridionaux et finalement l'élection d'un anti-roi résultent du refus d’Henri de s'engager dans la « politique de consensus » voulue par les princes, c'est-à-dire un partage du pouvoir avec les grands de Germanie. Il ne se laisse pas mener par les barons et place sa confiance entre les mains d'un cercle restreint de conseillers issus de la chancellerie. Leur ascension sociale dans un monde où l'autonomie politique et économique n'existe pas, est pérennisée grâce à Henri. Ce dernier peut en contrepartie compter sur leur loyauté inconditionnelle. Henri encourage le développement des villes qui, comme Spire, Worms, Goslar, Halberstadt et Quedlinbourg, prennent une importance croissante au détriment des grands féodaux. Les revendications des ministériels, à l'origine simples serviteurs, et des villes prospères, suscitent donc une résistance farouche chez les barons et constituent l'un des motifs de leur opposition. De ce point de vue, Henri, qui sait mettre à profit la prospérité et les évolutions sociales induites par la croissance démographique soutenue de son époque, est un dirigeant moderne, pourvu d'un sens tactique non négligeable. Sa défiance envers les barons germaniques se fonde sur son expérience vécue du gouvernement du Staatsstreich de Kaiserswerth, sous lequel Annon de Cologne, Adalbert de Brême et d'autres barons gouvernaient plutôt selon leur intérêt personnel que pour le bien du royaume, et n'hésitaient pas à mettre le roi en péril, comme lors de l'affrontement armé de Goslar.
Henri IV combat ainsi une tendance au fédéralisme en renforçant le pouvoir central contre des « forces centrifuges » (selon le mot de Norbert Elias) qui cherchent à asseoir leur pouvoir de féodaux (domaine d'influence) tout en affaiblissant leur suzerain. S'il est vrai qu’Henri, par sa dignité impériale, son sens du pouvoir et ses calculs politiques adroits (la pénitence de Canossa) parvient surtout à prévenir l'éclatement de l'empire en principautés provinciales et à conserver au pouvoir central le soutien des églises de Germanie, il ne peut infléchir le mouvement de décentralisation à plus long terme.

### Bâtisseur
Henri IV se consacre particulièrement à la construction, et cela autant pour l'édification d'églises que de châteaux. Dès sa prise de fonctions, il lance dans les années 1060 un programme de construction de châteaux, faisant ériger autour du massif du Hartz, en Saxe et en Thuringe, plusieurs châteaux forts dont le plus grand et aussi le plus significatif est celui de Harzburg. Le chroniqueur Lambert de Hersfeld nomme six autres forteresses : celles de Wigantestein (dont la localisation est inconnue), de Moseburg et de Sachsenstein (toutes deux près de Bad Sachsa), de Spatenburg (près de Sondershausen), de Heimburg (près de Blankenburg) et de Hasenburg (près de Großbodungen).

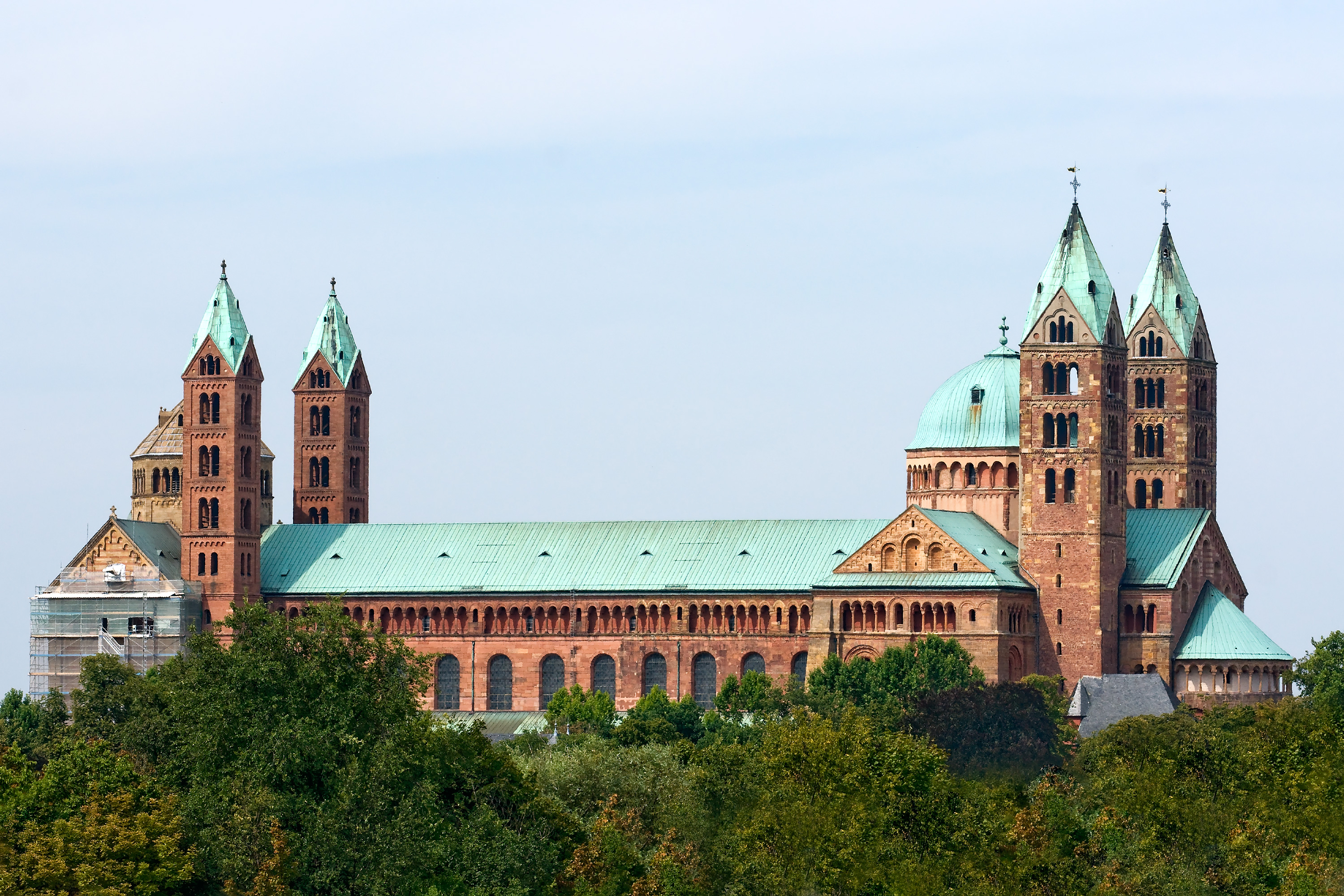
La cathédrale de Spire.

La cathédrale de Spire revêtait une extrême importance aux yeux des princes de la dynastie Salique. Le grand-père d'Henri, Conrad II, l’avait commencée en 1030 : elle fut consacrée en 1061.
Le 14 octobre 1080, jour de la bataille décisive de l'Elster Blanc contre Rodolphe de Rheinfelden, Henri fait une riche donation au chapitre. L'acte de donation proclame : « c'est sous Sa protection <celle de la Sainte Vierge> que nous venons nous réfugier dans l'église de Spire. (…) <Nous avons fait cette donation> à cette église pour le repos de l'âme de notre père et de notre grand-père, les empereurs Conrad et Henri, et de l'impératrice Gisela, qui reposent ici (…) et aussi pour le repos de notre âme ». Après l'issue favorable de la bataille, Henri commence en 1080 à agrandir la cathédrale. Ce chantier est ouvertement entrepris avec l'intention d'en faire une cathédrale impériale, qui doit manifester aux yeux du monde ses prétentions au titre d'empereur.
On dépose la toiture de l'aile ouest, qui est rehaussée de 5 mètres : au toit rampant en bois, on substitue une voûte d'arêtes selon l'idéal roman. L'aile est rasée jusqu'au niveau des fondations, et reconstruite sur des fondations épaisses de huit mètres. La voûte d'angle de l'aile, avec ses arcs brisés, manifeste l'influence du roman bourguignon. L'année de la mort du roi Henri, en 1106, la nouvelle cathédrale est achevée : Avec une longueur de 444 pieds romains et une largeur de 111 pieds, c'était le plus grand édifice de l'époque.
Bennon II d'Osnabrück, qui avait déjà dirigé le programme de fortification en Saxe, fut le principal maître d'œuvre de la cathédrale ; Othon de Bamberg termina les travaux.
Peu de temps avant l'achèvement des travaux de la cathédrale de Spire, Henri se consacre aussi à la cathédrale Saint-Martin de Mayence, mais n'a le temps que de terminer le chœur ouest, avant sa mort en 1106 (c'est pour cette raison que, jusqu'à aujourd'hui, les absides des cathédrales de Spire et de Mayence se ressemblent).

### Lettres de privilège de Worms et de Spire (1090)
En 1090, Henri IV adresse simultanément des lettres de protection à deux communautés juives. Par le privilège de Worms, il accorde divers droits aux juifs de cette ville, entre autres le droit de sauvegarde et de propriété, la liberté d'exercer une activité économique et de pratiquer leur religion, le droit d'employer du personnel chrétien, la souveraineté de la communauté pour régler les conflits entre juifs et l'instauration d'une procédure correspondante pour les différends entre juifs et chrétiens. La communauté juive de Spire se voit octroyer des privilèges pratiquement identiques. Henri prenait sous sa protection personnelle les juifs de Worms, et mettait ceux de Spire sous celle de l'évêque local. Il inaugure ainsi un statut légal inédit, qui devait, pour le meilleur et pour le pire, imprégner pour les siècles à venir les comportements entre juifs et chrétiens, même si peu après les inconvénients d'un défaut d'intérim du prince parurent au grand jour : des persécutions de juifs éclatent dans ces deux villes au cours de la première croisade en 1096. Comme Henri est retenu de force en Italie, il ne pouvait secourir les juifs de Worms, et il y eut des centaines de victimes. L'évêque de Spire, au contraire, fit son devoir de protecteur, et il n'y a « que » douze morts (voir entre autres les liens externes).

### Visage du roi Henri
Comme c'est le cas pour la plupart des souverains du Moyen Âge, il n'existe pas de portrait, de buste ou de représentation figurée contemporains d’Henri IV. Toutefois, deux démarches scientifiques modernes permettent de se faire une idée de l'aspect du souverain.

#### Exhumation de 1900
En 1900, on ouvrit le sarcophage d’Henri IV pour la première fois et on étudia son squelette. Le rapport d'enquête dressé pour l'occasion décrit le roi Henri comme un homme mince, musclé, presque athlétique. Avec une taille de 1,80 m, il dépassait de 10 cm la taille moyenne de ses contemporains. Il devait avoir un buste développé, de larges épaules et un bassin étroit.
Son visage, selon le rapport d'enquête, « associait une vigueur virile à une grâce presque féminine », opposition que reflètent d'une part la taille importante du crâne, au front étroit et incliné, un nez long et fort, et une barbe fournie dont une partie subsistait, et d'autre part de grands yeux ouverts, une bouche fine et un menton peu marqué.
Le squelette ne présentait aucune trace de blessure et ne révélait aucune maladie décelable, tout indiquait une inaltérable bonne santé depuis la naissance.

#### Reconstruction faciale
À l'occasion de l'exposition « L'empereur, le guerrier, le banni » montée pour le 900e anniversaire de la mort d’Henri IV au musée historique de Spire en mai 2006, le professeur de médecine légale Richard Helmer a tenté une reconstruction faciale du souverain.
Se fondant sur les mensurations et les photos du crâne prises lors de l'exhumation de 1900, on a virtuellement reconstitué le crâne par tomographie numérique ; un modelage en plastique a pu être préparé, sur lequel le Pr Helmer a reconstitué les parties molles avec de la cire et de la pâte à modeler. D'après Helmer, en criminologie cette technique de modelage approche avec 90 % de certitude la réalité. La taille du nez a posé un problème : si l'on ne s'était fié qu'à la taille de l'os nasal, cela aurait donné un nez « à la Pinocchio » ; aussi Helmer a-t-il adopté l'hypothèse d'une petite bosse à la base du nez. La chevelure a été coupée selon la mode du temps.